# 黎澄 (嘉靖進士)
黎澄（1507年—？），字本靜，號忠池，江西饒州府樂平縣人，民籍，明朝政治人物。治《詩經》。

## 生平
閏正月十六日生，行三。由縣學生中式嘉靖二十五年丙午科（1546年）江西鄉試第六名舉人。嘉靖二十六年（1547年）中式丁未科會試第一百一名，登第二甲第七名進士。改庶吉士，送翰林院读书。与修《武宗实録》，授礼科给事中，出为福建、广东佥事，三十八年（1559年）二月升广西提学副使，建学造士，转贵州左参政，四十三年二月考察调簡。著有《春草堂集》。

## 家族
曾祖黎憲象；祖父黎天節；父黎品，母姚氏；繼母葉氏。慈侍下。兄清；泮（知縣），弟濟；淵；沛；潮。